# Obake no Q-Tarō
Obake no Qtarō (オバケのQ(キュー)太郎 Obake no Kyūtarō?), de Fujiko Fujio, (El fantasma Q-taro en Latinoamérica y España) es un manga y anime japonés que trata sobre un fantasma, Qtarō que vive con la familia Ohara. Qtarō, también conocido como Q-chan u Oba-Q, que se divertía haciendo travesuras, robando comida y asustando a la gente. Sin embargo, le tiene un miedo mortal a los perros.

## Historia
Las historias son fórmulas, normalmente basadas en las payasadas de Qtarō y su rival Doronpa.
El manga estuvo vigente en 1964-1966 por Fujiko Fujio (Fujiko F. Fujio y Fujiko Fujio A) y en 1971-1974 por Fujiko F. Fujio.
Existen tres series de anime de Qtaro. La primera adaptación de Obake no Qtarō fue emitida en Tokyo Broadcasting System (TBS) a lo largo de 1965-1968. Machiko Soga fue la voz de Qtarō. La serie fue especialmente popular entre los niños más jóvenes, precediendo a Doraemon. Fue vista también fuera de Japón, en Hong Kong bajo el nombre de Q-tailong. La segunda serie se emitió desde 1971-1972 en Nihon TV, y la tercera serie desde 1985-1987 en TV Asahi.